# Siphonophora humberti
Siphonophora humberti är en mångfotingart som beskrevs av Pocock 1892. Siphonophora humberti ingår i släktet Siphonophora och familjen Siphonophoridae. Inga underarter finns listade i Catalogue of Life.